# Premi César 2022

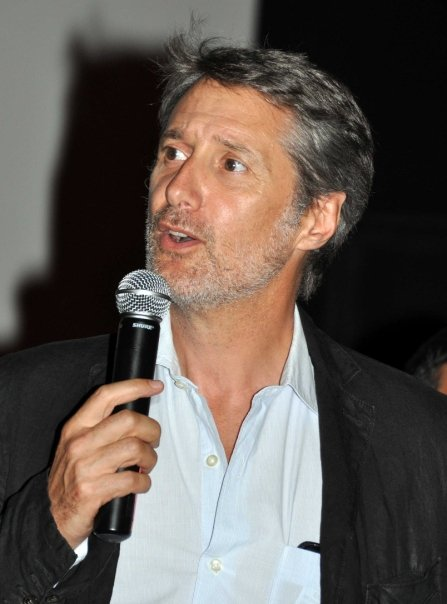
Antoine de Caunes, presentatore della cerimonia

La cerimonia di premiazione della 47ª edizione dei Premi César ha avuto luogo il 25 febbraio 2022 presso il teatro Olympia di Parigi. Presentato dall'attore Antoine de Caunes, è stata trasmessa da Canal+.
Ad ottenere il maggior numero di candidature e premi è stata la pellicola  Illusioni perdute (Illusions perdues); con 15 candidature detiene il record nella storia del premio.
Da questa edizione vengono aggiunti due premi, il Premio César per i migliori effetti visivi (César des meilleurs effets visuels) e il Premio César per il miglior cortometraggio documentario (César du meilleur court métrage documentaire), ripristinato dall'ultima edizione nel 1991. Non viene più assegnato il Premio César per il miglior cortometraggio.

## Vincitori e candidati
I vincitori sono indicati in grassetto, a seguire gli altri candidati.

### Miglior film
- Illusioni perdute (Illusions perdues), regia di Xavier Giannoli
  - Aline - La voce dell'amore (Aline), regia di Valérie Lemercier
  - Annette, regia di Leos Carax
  - BAC Nord, regia di Cédric Jimenez
  - Onoda - 10.000 notti nella giungla (Onoda, 10 000 nuits dans la jungle), regia di Arthur Harari
  - Parigi, tutto in una notte (La Fracture), regia di Catherine Corsini
  - La scelta di Anne - L'Événement (L'Événement), regia di Audrey Diwan

### Miglior regista
- Leos Carax - Annette
  - Audrey Diwan - La scelta di Anne - L'Événement (L'Événement)
  - Julia Ducournau - Titane
  - Xavier Giannoli - Illusioni perdute (Illusions perdues)
  - Arthur Harari - Onoda - 10.000 notti nella giungla (Onoda, 10 000 nuits dans la jungle)
  - Cédric Jimenez - BAC Nord
  - Valérie Lemercier - Aline - La voce dell'amore (Aline)

### Miglior attore
- Benoît Magimel - De son vivant
  - Damien Bonnard - Les Intranquilles
  - Adam Driver - Annette
  - Gilles Lellouche - BAC Nord
  - Vincent Macaigne - Médecin de nuit
  - Pio Marmaï - Parigi, tutto in una notte (La Fracture)
  - Pierre Niney - Black Box - La scatola nera (Boîte noire)

### Miglior attrice
- Valérie Lemercier - Aline - La voce dell'amore (Aline)
  - Leïla Bekhti - Les Intranquilles
  - Valeria Bruni Tedeschi - Parigi, tutto in una notte (La Fracture)
  - Laure Calamy - Une femme du monde
  - Virginie Efira - Benedetta
  - Vicky Krieps - Stringimi forte (Serre moi fort)
  - Léa Seydoux - France

### Migliore attore non protagonista
- Vincent Lacoste - Illusioni perdute (Illusions perdues)
  - François Civil - BAC Nord
  - Xavier Dolan - Illusioni perdute (Illusions perdues)
  - Karim Leklou - BAC Nord
  - Sylvain Marcel - Aline - La voce dell'amore (Aline)

### Migliore attrice non protagonista
- Aissatou Diallo Sagna - Parigi, tutto in una notte (La Fracture)
  - Jeanne Balibar - Illusioni perdute (Illusions perdues)
  - Cécile de France - Illusioni perdute (Illusions perdues)
  - Adèle Exarchopoulos - Mandibules - Due uomini e una mosca (Mandibules)
  - Danielle Fichaud - Aline - La voce dell'amore (Aline)

### Migliore promessa maschile
- Benjamin Voisin - Illusioni perdute (Illusions perdues)
  - Sandor Funtek - Suprêmes
  - Sami Outalbali - Una storia d'amore e di desiderio (Une histoire d'amour et de désir)
  - Thimotée Robart - Les Magnétiques
  - Makita Samba - Parigi, 13Arr. (Les Olympiades)

### Migliore promessa femminile
- Anamaria Vartolomei - La scelta di Anne - L'Événement (L'Événement)
  - Noée Abita - Slalom
  - Salomé Dewaels - Illusioni perdute (Illusions perdues)
  - Agathe Rousselle - Titane
  - Lucie Zhang - Parigi, 13Arr. (Les Olympiades)

### Migliore sceneggiatura originale
- Arthur Harari e Vincent Poymiro - Onoda - 10.000 notti nella giungla (Onoda, 10 000 nuits dans la jungle)
  - Leos Carax, Ron Mael e Russell Mael - Annette
  - Catherine Corsini, Laurette Polmanss e Agnès Feuvre - Parigi, tutto in una notte (La Fracture)
  - Yann Gozlan, Simon Moutaïrou e Nicolas Bouvet-Levrard - Black Box - La scatola nera (Boîte noire)
  - Valérie Lemercier e Brigitte Buc - Aline - La voce dell'amore (Aline)

### Migliore adattamento
- Xavier Giannoli e Jacques Fieschi - Illusioni perdute (Illusions perdues)
  - Mathieu Amalric - Stringimi forte (Serre moi fort)
  - Audrey Diwan e Marcia Romano - La scelta di Anne - L'Événement (L'Événement)
  - Yaël Langmann e Yvan Attal - L'accusa (Les Choses humaines)
  - Céline Sciamma, Léa Mysius e Jacques Audiard - Parigi, 13Arr. (Les Olympiades)

### Migliore fotografia
- Christophe Beaucarne - Illusioni perdute (Illusions perdues)
  - Caroline Champetier - Annette
  - Paul Guilhaume - Parigi, 13Arr. (Les Olympiades)
  - Tom Harari - Onoda - 10.000 notti nella giungla (Onoda, 10 000 nuits dans la jungle)
  - Ruben Impens - Titane

### Miglior montaggio
- Nelly Quettier - Annette
  - Frédéric Baillehaiche - Parigi, tutto in una notte (La Fracture)
  - Valentin Féron - Black Box - La scatola nera (Boîte noire)
  - Simon Jacquet - BAC Nord
  - Cyril Nakache - Illusioni perdute (Illusions perdues)

### Migliore scenografia
- Riton Dupire-Clément - Illusioni perdute (Illusions perdues)
  - Emmanuelle Duplay - Aline - La voce dell'amore (Aline)
  - Florian Sanson - Annette
  - Bertrand Seitz - Délicieux - L'amore è servito (Délicieux)
  - Stéphane Taillasson - Eiffel

### Migliori costumi
- Pierre-Jean Larroque - Illusioni perdute (Illusions perdues)
  - Pascaline Chavanne - Annette
  - Thierry Delettre - Eiffel
  - Madeline Fontaine - Délicieux - L'amore è servito (Délicieux)
  - Catherine Leterrier - Aline - La voce dell'amore (Aline)

### Migliore musica
- Sparks - Annette
  - Warren Ellis e Nick Cave - La pantera delle nevi (La Panthère des neiges)
  - Guillaume Roussel - BAC Nord
  - Philippe Rombi - Black Box - La scatola nera (Boîte noire)
  - Rone - Parigi, 13Arr. (Les Olympiades)

### Miglior sonoro
- Erwan Kerzanet, Katia Boutin, Maxence Dussère, Paul Heymans e Thomas Gauder - Annette
  - Olivier Mauvezin, Arnaud Rolland, Edouard Morin e Daniel Sobrino - Aline - La voce dell'amore (Aline)
  - Nicolas Provost, Nicolas Bouvet-Levrard e Marc Doisne - Black Box - La scatola nera (Boîte noire)
  - François Musy, Renaud Musy e Didier Lozahic - Illusioni perdute (Illusions perdues)
  - Mathieu Descamps, Pierre Bariaud e Samuel Aïchoun - Les Magnétiques

### Miglior film straniero
- The Father - Nulla è come sembra (The Father), regia di Florian Zeller • Regno Unito, Francia
  - Drive My Car (Doraibu mai kā), regia di Ryūsuke Hamaguchi • Giappone
  - First Cow, regia di Kelly Reichardt • Stati Uniti d'America
  - Madres paralelas, regia di Pedro Almodóvar • Spagna
  - Metri šiš o nim, regia di Sa'id Rustayi • Iran
  - La persona peggiore del mondo (Verdens verste menneske), regia di Joachim Trier • Norvegia
  - Scompartimento n. 6 - In viaggio con il destino (Hytti nro 6), regia di Juho Kuosmanen • Finlandia, Estonia, Russia, Germania

### Migliore opera prima
- Les Magnétiques, regia di Vincent Maël Cardona
  - Gagarine - Proteggi ciò che ami (Gagarine), regia di Fanny Liatard e Jérémy Trouilh
  - La pantera delle nevi (La Panthère des neiges), regia di Vincent Munier e Sylvain Tesson
  - Lo sciame (La Nuée), regia di Just Philippot
  - Slalom, regia di Charlène Favier

### Miglior documentario
- La pantera delle nevi (La Panthère des neiges), regia di Marie Amiguet e Vincent Munier
  - Animal, regia di Cyril Dion
  - Bigger Than Us, regia di Flore Vasseur
  - Debout les femmes!, regia di Gilles Perret et François Ruffin
  - Indes galantes, regia di Philippe Béziat

### Miglior film d'animazione
- La vetta degli dei (Le Sommet des dieux), regia di Patrick Imbert
  - Lizzy e Red amici per sempre (I mysi patrí do nebe), regia di Denisa Grimmová e Jan Bubeníček
  - La Traversée, regia di Florence Miailhe

### Migliori effetti visivi
- Guillaume Pondard - Annette
  - Sébastien Rame - Aline - La voce dell'amore (Aline)
  - Olivier Cauwet - Eiffel
  - Arnaud Fouquet e Julien Meesters - Illusioni perdute (Illusions perdues)
  - Martial Vallanchon - Titane

### Migliore cortometraggio documentario
- Maalbeek
  - America
  - Les Antilopes
  - La Fin des rois

### Premio César onorario
- Cate Blanchett